# Елијуд Кипчоге
Елијуд Кипчоге (енгл. Eliud Kipchoge) јесте кенијски маратонац и атлетичар. Светски је рекордер у маратону са временом 2:01:09, постављеном на Берлинском маратону 2022. године. Описан је као највећи маратонац модерне ере.

## Каријера
Кипчоге је своју прву индивидуалну титулу светског првака освојио 2003. године победивши у јуниорској трци на Светском првенству у кросу и поставивши светски јуниорски рекорд преко 5000 м на стази. У осамнаестој години постао је сениорски светски првак на 5000 м на Светском првенству у атлетици 2003. године са рекордом шампионата, а затим је уследио са олимпијском бронзом за Кенију 2004. и бронзом на Светском дворанском првенству 2006. године. Петоструки финалиста Светског првенства на 5000 м, Кипчоге је узео сребрне медаље на Светском првенству 2007., Летњим олимпијским играма 2008. и Играма Комонвелта 2010. године.
Прешао је на трчање по путу 2012. године и имао је други најбржи деби у полумаратону икад, са 59:25. У свом маратонском дебију победио је у Хамбуршком маратону 2013. године у рекордном року. Његова прва победа на Светском маратонском првенству стигла је на маратону у Чикагу 2014. године, а потом је постао шампион серије за 2016., 2017., 2018. и 2019. Рекордно је победио на Лондонском маратону 4 пута, а олимпијски маратон 2016. године Његов једини губитак у маратону био је друго место иза Вилсона Кипсанга Кипротича на Берлинском маратону 2013. године, где је Кипсанг оборио светски рекорд, и осмо место на маратону у Лондону 2020. 
Дана 12. октобра 2019. Кипчоге је истрчао маратонску дистанцу на посебном догађају у Бечу у Аустрији, постигавши време 1:59:40. Трчање се није убрајало у нови маратонски рекорд, пошто се нису поштовала стандардна правила такмичења за пејсинг и није био отворен догађај већ је био затвореног типа. 

## Приватни живот
Кипчоге је рођен 5. новембра 1984. у Капсисииви округу Нанди, у Кенији. Он је завршио средњу школу у Каптелу 1999. године, али тада се није озбиљно бавио трчањем. Свакодневно је трчао 3 миље до школе. Одгајила га је самохрана мајка (учитељица), а оца је познавао само по фотографијама. Најмлађи је од четворо деце. Упознао је свог тренера Патрика Санга (бившег освајача олимпијских медаља) 2001. године у доби од 16 година. 
Његова супруга и троје деце живе у Елдорету у Кенији. Он живи и тренира у Каптагату, 30 км од Елдорета.